# انامونجو
شعب أنامونجو، أنا-مونجو أو آنا-وا-مونجو هم شعب البانتو من أفريقيا الوسطى الذين تمركزوا في جمهورية الكونغو الديمقراطية وأيضا في الكاميرون والجابون ويشكلون الأغلبية في المنطقة. يعتقد أنهم ينحدرون من سلف مشترك يدعى مونغو (فكلمة أنامونجو تعني «أطفال مونجو» أو «أحفاد مونجو» بلهجة لومونجو) لكن يبقى أصلهم غير مؤكد. يتحدثون لغة اللومونجو ولكنهم يتحدثون لغة اللينغالوفون أيضًا، وقريبون لغويًا من ناغالا (الذين يتحدثون البنغالية) ويتشاركون معهم نفس الثقافة. الأنا-مونجو يشكلون نسبة الأغلبية في جمهورية الكونغو الديمقراطية ويمثلون أكثر من 35 مليون نسمة في عام 2022م ؛ ويشغلون 31% من مساحة الدولة.

## الإثنية
اعتمادا على المصادر لوحظت متغيرات متعددة في إثنية أنا-مونجو إذ هناك ؛ بامونجو، مونجو، آنا مونجو، آنا وا-مونجو، بانا-يا مونجو، أنامونجو، آنا-مونجو.

## اللغات
يتحدث شعب أنا-مونجو في المقام الأول لغة اللومونجو أو لهجاتها، ولكن اللينجالا شائعة الاستخدام وتحل أحيانًا محل اللومونغو باعتبارها اللغة الأم في المراكز الحضرية. يتحدث بعض أفراد قبيلة أنا-مونغو اللغة السواحيلية أيضا لأنهم يتواجدون في المقاطعات الشرقية من جمهورية الكونغو الديمقراطية وهو المكان الذي تستعمل فيه هذه اللغة أساسا، والبعض الآخر من الآنا-مونغو يتحدث لغة التشيلوبا كلغة مشتركة في مقاطعات كاساي وسانكورو ولومامي .

## عرق الآنا-مونجو
تم إنشاء منظمة آنا-وامونغو في ثلاثة عشر مقاطعة في جمهورية الكونغو الديمقراطية. ففي مقاطعة إكواتور وتشوابا ومونجالا في إقليم بونجاندانجا توجد قبيلة المونجو وتمتد نحو تشوبو، ونجاندو، ومبولي، ولوكيلي، وتوبوك. وفي ماي ندومبي توجد إكوندا، وبوليا، ونتومبا، ومبيلو، وإيمبي، وباليندو، ونكوندو، وساكاتا، وبوما، وباسينجيلي، في كويلو ونغولي، وونغو نحو وسط البلاد في كاساي توجد أنا-مونغو.
ونحو الشرق من جمهورية الكونغو الديمقراطية في مقاطعة مانيما، تتواجد قبيلة باكوسو التي عبرت نهر لومامي، وبانيا-لوبوندا في كاسونغو، ونجينجيلي في إقليم كايلو، وفي شمال كيفو في إقليم واليكالي وباكوسو ونيانغا في مقاطعة جنوب كيفو في إقليم فيزي نجد مجموعة أنا-مونغو البابمبي الذين هاجروا من أوت أويلي ( المقاطعة الشرقية ) إلى فيزي.
وباتجاه الشمال الشرقي من البلاد نجد منطقة باكوسو في مقاطعة إيتوري في إقليم ممباسا. وفي جنوب شرق جمهورية الكونغو الديمقراطية، في مقاطعة تنجانيقا في إقليم كونغولو، نجد أيضًا الباكوسو تحت اسم بينيا-لوبوندا وبينيا-سامبا.
تنتمي كل هذه المجموعات سالفه إلى مجموعة مونجو العرقية آنا مونجو ".

## الشخصيات

### موسيقى
- ويندو كولوسوي (1925-2008م)، فنان وكاتب أغاني وموسيقي رومبا الكونغولي.
- فرانكو لوامبو (1938-1989م)، فنان وملحن وموسيقي الرومبا الكونغولي.
- بابا ويمبا (1949-2016م)، فنان وملحن وموسيقي كونغولي.
- بيبي كالي (1951-1998م)، فنان وكاتب أغاني وموسيقي كونغولي.
- فالي إيبوبا، فنان وملحن وموسيقي كونغولي.
- جيمز فنان وملحن وموسيقي كونغولي.
- دادجو فنان وملحن وموسيقي كونغولي.
- أويلو لونجومبا فنان وملحن وموسيقي كونغولي.
- ديندو يوغو فنان وملحن وموسيقي كونغولي.
- بوزي بوزيانا موسيقي فنان كونغولي.
- إيفولوكو جوكر فنان كونغولي، موسيقي رومبا كونغولي.
- لوسي إينغا فنانة كونغولية وموسيقية للرومبا الكونغولية.
- مبيليا بيل موسيقي كونغولي للرومبا الكونغولية.
- كوفي أولوميدي مغني وكاتب أغاني ومنتج موسيقى من جمهورية الكونغو الديمقراطية.

### سياسة
- باتريس لومومبا، شخصية عظيمة في التاريخ السياسي الكونغولي وأول رئيس وزراء لجمهورية الكونغو الديمقراطية المستقلة.
- جاستن بومبوكو (1928-2014م)، سياسي كونغولي، شخصية عظيمة في التاريخ السياسي لجمهورية الكونغو الديمقراطية لأنه كان أول وزير خارجية للكونغو المستقلة.
- خوسيه إندوندو بونونج ، سياسي كونغولي ووزير دولة عدة مرات في جمهورية الكونغو الديمقراطية
- جاي لواندو مبويو، سياسي كونغولي ووزير دولة كونغولي
- ماري خوسيه إيفوكو، سياسية كونغولية وحاكم سابق لمقاطعة تشوابا.
- جوزيف أوكيتو (1910–1961)، سياسي كونغولي، الرئيس السابق للجمعية الوطنية للكونغو المستقلة ورفيق باتريس لومومبا.
- ليونارد شي أوكيتوندو، سياسي كونغولي، وزير وعضو مجلس الشيوخ الكونغولي السابق.
- لامبرت ميندي أومالانجا، سياسي كونغولي ووزير الاتصالات السابق والمتحدث الرسمي باسم الحكومة الكونغولية.
- جوزيف أولينجانكوي سياسي كونغولي.
- جاكلين بينج سانجانيوي سياسيه من الكونغو.
- تشيروبين أوكيندي سينجا (1961–2023)، سياسي كونغولي ووزير دولة ونائب كونغولي سابق.
- جان كلود بايندي سياسي كونغولي وحاكم سابق لمقاطعة غراند إكواتور.
- آدم بومبولي إنتولي، سياسي كونغولي.
- جينتيني نجوبيلا، سياسي كونغولي والحاكم الحالي لمدينة كينشاسا.
- ميشيل بونجونجو، رجل علم وأستاذ وسياسي كونغولي ورئيس وزراء جمهورية الكونغو الديمقراطية السابق.

### الرياضة
- ألبرت سامبي لوكونجا
- روجر لوكاكو
- روميلو لوكاكو
- جوردان لوكاكو
- جوردان بوتاكا
- سيرج لوفو بونجيلي
- مارتن باكولي
- فلوران إيبينجي
- يانيك بولاسي
- ثيو بونجوندا
- الجد كيموتو
- روجر هيتوتو
- خوسيه بوسينجوا
- بول خوسيه مبوكو
- لومانا لوا لوا
- سيمون بانزا